# 垂口瘦獅子魚
垂口瘦獅子魚，為輻鰭魚綱鮋形目杜父魚亞目獅子魚科的其中一種，分布於東太平洋的美國及墨西哥海域，棲息深度309-2030公尺，體長可達4.3公分，為深海底棲性魚類，屬肉食性，生活習性不明。

## 擴展閱讀
維基物種上的相關：垂口瘦獅子魚